# Barkhauser Berg
Der Barkhauser Berg befindet sich südöstlich von Oerlinghausen. Er ist Teil des Teutoburger Walds und weist eine Höhe von 293 m ü. NHN auf. Auf ihm befindet sich im Bereich einer alten Fundstätte das Archäologische Freilichtmuseum Oerlinghausen. Der Steinbruch am Barkhauser Berg ist Naturschutzgebiet.